# Pygopleurus madenensis
Pygopleurus madenensis är en skalbaggsart som beskrevs av Rudolph Petrovitz 1968. Pygopleurus madenensis ingår i släktet Pygopleurus och familjen Glaphyridae. Inga underarter finns listade i Catalogue of Life.